# Erkki Tammenoksa
Erkki Väinö Olavi Tammenoksa, född 11 mars 1935 i Viborg i Finland, död 12 oktober 2017 i Bromma distrikt i Stockholm, var en svensk socialdemokratisk politiker, som mellan 1983 och 1991 var riksdagsledamot för Stockholms kommuns valkrets.
Erkki Tammenoksa växte upp i ett överklasshem. Familjeföretaget Chymos tog bland annat fram Marianne-karamellen. Under krigsåren flyttade familjen till Helsingfors där Tammenoksa växte upp. 1955 flyttade han till Stockholm för att börja arbeta på LM Ericssons fabrik i Älvsjö. Han blev fackligt och politiskt aktiv och blev så småningom föreståndare för en facklig invandrarbyrå och anställd vid Immigrant service i Stockholm. 1969 blev han byråsekreterare vid Statens invandrarverk och arbetade sedan vid Vuxenutbildningsnämnden.
1983 blev han som en av de första invandrarna invald som riksdagsledamot. Han satt på posten fram till 1991. Efter riksdagsåren arbetade han på Centrala studiestödsnämnden.
Erkki Tammenoksa var engagerad i intresseföreningar för sverigefinnar och publicerade bland annat humoristiska teckningar i tidningen Viikkoviesti Erkkis humoristiska teckningar. Han var även engagerad i Riksteaterns finskspråkiga teaterverksamhet.
Han är begravd på Skogskyrkogården i Stockholm.